# Jean-Bernard Pujol
Pour les articles homonymes, voir Pujol.

a Compétitions nationales et continentales officielles uniquement.

b Matchs officiels uniquement.
Dernière mise à jour le 14 mai 2021.
Jean-Bernard Pujol, né le 11 avril 1992 à Toulouse (Haute-Garonne), est un joueur français de rugby à XV. Il évolue au poste d'ailier ou d'arrière à l'USA Perpignan.

## Biographie
Son père, Bernard Pujol, est un ancien joueur du Toulouse olympique XIII et qui a aussi été arrière au Castres olympique en élite.
Né à Toulouse,, Jean-Bernard Pujol est formé à l'école de rugby de Toulouse Montaudran,,.
Il obtient un BTS management des unités commerciales (MUC) après deux années passées au sein de l'École technique du Stade toulousain rugby. Afin de continuer à compléter son double projet sportif et scolaire, il effectue sa 3e année d'études post-Bac au sein du programme Bachelor en management de l'ESC Toulouse. Il obtient une licence Économie/Gestion à l'IAE,.
Il est sélectionné en équipe de France de rugby à XV des moins de 18 ans, moins de 19 ans et moins de 20 ans,,.
Il intègre le centre de formation du Stade toulousain et devient pensionnaire au pôle espoirs du lycée Jolimont.
En 2013, il signe son premier contrat pro avec le Stade toulousain,.
En 2014, il rejoint l'USA Perpignan, et intègre son centre de formation,.
En 2017, il signe une prolongation de contrat pour deux saisons,.
En 2018, il signe une prolongation de contrat pour trois saisons,,,.
En 2021, il termine avec 10 essais meilleur marqueur du championnat de France de Pro D2 à égalité avec Ange Capuozzo.
Il peut aussi bien jouer ailier ou arrière,.